# Bílá Třemešná
Bílá Třemešná är en ort i Tjeckien. Den ligger i den centrala delen av landet, 100 km öster om huvudstaden Prag. Bílá Třemešná ligger 352 meter över havet och antalet invånare är 1 345.
Terrängen runt Bílá Třemešná är kuperad österut, men västerut är den platt. Runt Bílá Třemešná är det ganska glesbefolkat, med 36 invånare per kvadratkilometer. Närmaste större samhälle är Dvůr Králové nad Labem, 5,4 km öster om Bílá Třemešná. Omgivningarna runt Bílá Třemešná är en mosaik av jordbruksmark och naturlig växtlighet.